# U-46
O Unterseeboot 46 foi um submarino alemão, que serviu à Kriegsmarine durante a Segunda Guerra Mundial. O U-46 foi danificado em Neustadt no mês de Outubro de 1943, sendo retirado de serviço, passando a atuar como barco de treinamento. Foi afundado pela tripulação no dia 4 de Maio de 1945 na Baía de Kupfermühlen próximo ao porto de Flensburg na Dinamarca.

## Comandantes
Nos 328 dias que o u-boot esteve em operações teve nove diferentes comandantes.

| Comandante                        | Período                                     |
| --------------------------------- | ------------------------------------------- |
| Kptlt. Herbert Sohler             | 2 de Novembro de 1938 - 21 de Maio de 1940  |
| Kptlt. Engelbert Endrass          | 22 de Maio de 1940 - 24 de Setembro de 1941 |
| Oblt.zS. Peter-Ottmar Grau        | Outubro de 1941 - 19 de Novembro de 1941    |
| Oblt.zS. Konstantin von Puttkamer | 20 de Novembro de 1941 - Março de 1942      |
| Oblt.zS. Kurt Neubert             | Março de 1942 - Abril de 1942               |
| Oblt.zS. Ernst von Witzendorff    | 20 de Abril de 1942 - Maio de 1942          |
| Lt.zS Franz Saar                  | Maio de 1942 - Julho de 1942                |
| Oblt.zS. Joachim Knecht           | Agosto de 1942 - 30 de Abril de 1943        |
| Oblt.zS. Erich Jewinski           | 1 de Maio de 1943 - Outubro de 1943         |

Kptlt. (Kapitänleutnant) - Capitão-tenente

Oblt.zS. (Oberleutnant) - Primeiro-tenente

Lt.zS (Leutnant zur See) - Alferes

## Operações

### Subordinação

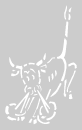
7. Unterseebootsflottille

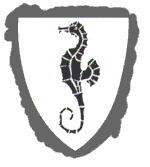
5. Unterseebootsflottille

O submarino esteve subordinado a cinco diferentes flotilhas exercendo funções diversas.

| Período                                       | Flotilha                   | Situação operacional | Base             |
| --------------------------------------------- | -------------------------- | -------------------- | ---------------- |
| 2 de Novembro de 1938 - 31 de Agosto de 1939  | 7. Unterseebootsflottille  | KB                   | Kiel             |
| 1 de Setembro de 1939 - 14 de Outubro de 1939 | 7. Unterseebootsflottille  | FB                   | Kiel             |
| 1 de Janeiro de 1940 - 1 de Setembro de 1941  | 7. Unterseebootsflottille  | FB                   | Kiel/St. Nazaire |
| 2 de Setembro de 1941 - 31 de Março de 1942   | 26. Unterseebootsflottille | AB                   | Pillau           |
| 1 de Abril de 1942 - Julho de 1942            | 24. Unterseebootsflottille | AB                   | Memel            |
| Julho de 1942 - Setembro de 1942              | fora de serviço            |                      |                  |
| Setembro de 1942 - Outubro de 1943            | 24. Unterseebootsflottille | AB                   | Memel            |
| Outubro de 1943 - Março de 1945               | fora de serviço            |                      |                  |
| 1 de Março de 1945 - 5 de Maio de 1945        | 5. Unterseebootsflottille  | EB                   | Kiel             |

KB (Kampfboot) - u-boot comissionado e pronto para o combate 

FB (Frontboot) - submarino atuando na linha de frente 

AB (Ausbildungsboot) - submarino de treinamento 

EB (Erprobungsboot) - barco de teste e desenvolvimento tecnológico

### Patrulhas

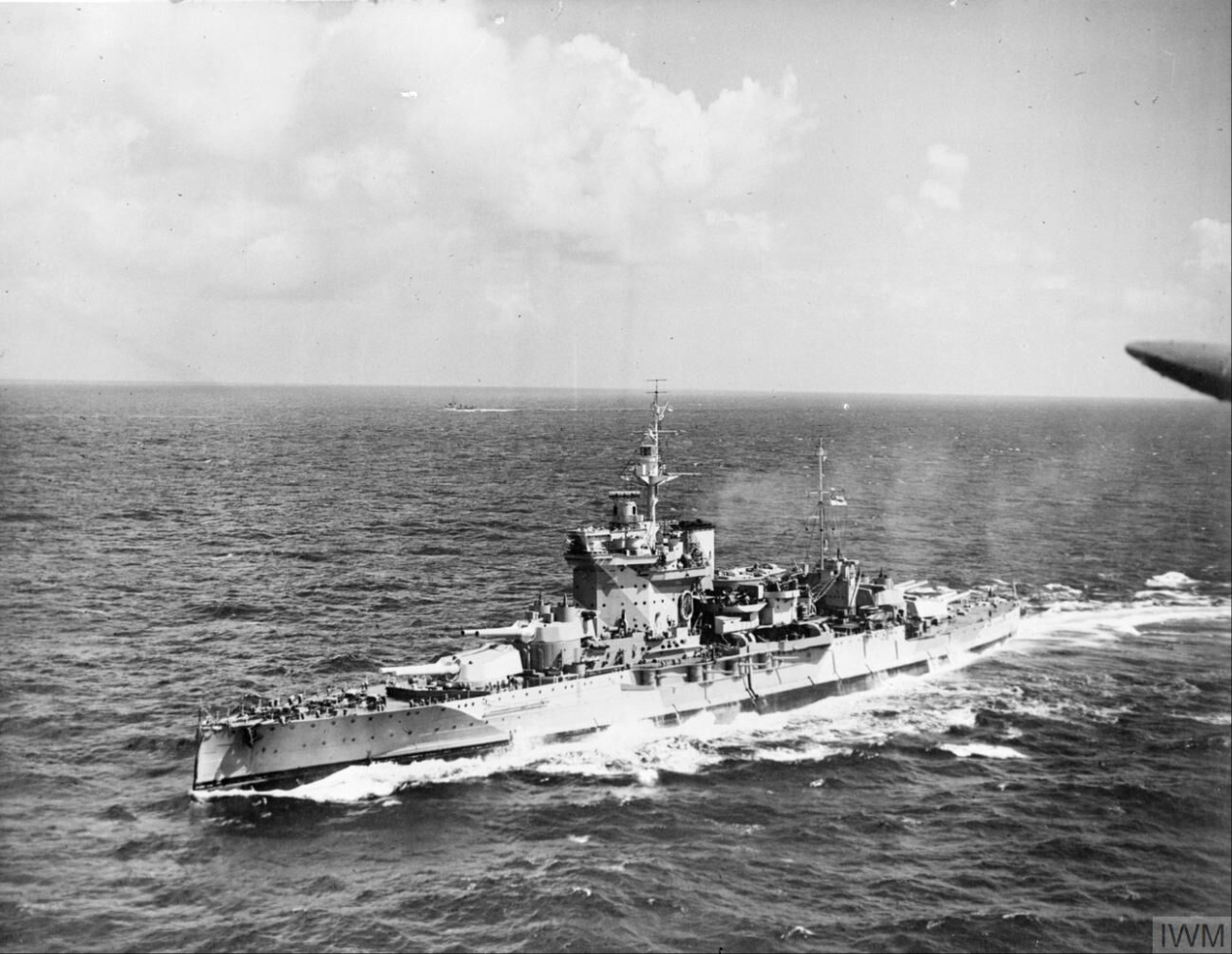
HMS Warspite.

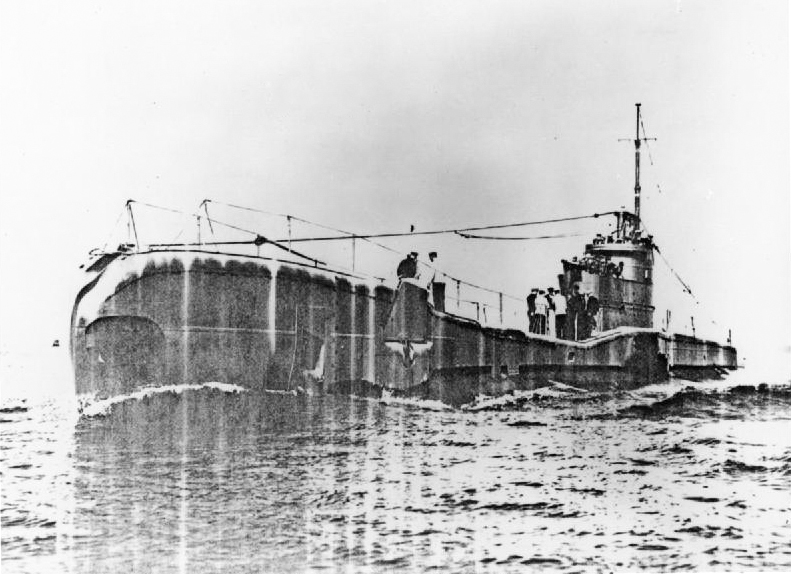
HMS Triad.

O U-46 esteve sob ataque em quatro oportunidades:
- 13 de abril de 1940

Durante a batalha naval em torno de Narvik, na Noruega o submarino sofreu pesados danos após ser atacado pelo contra-torpedeiro britânico HMS Warspite (03) (1915-1950).
- 3 de agosto de 1940

O submarino britânico HMS Triad (N-53) (1939-1940) que retornava submerso de uma patrulha ao largo Fedje, ao norte de Bergen na Noruega, avistou o u-boot U-46 que navegava em patrulha. O submersível inglês não encontrou uma boa posição de tiro, vindo à tona atacou o U-46 com seu canhão de 102 mm. O submarino alemão decidiu não se envolver no combate e mergulhou. HMS Triad  mergulhou atrás e tentou caçar o u-boot, mas os dois barcos perderam contato.
- 25 de outubro de 1940

3 aeronaves do tipo Lockheed Hudson pertencentes ao 228 º Esquadrão da RAF, atacaram o U-46, ferindo um tripulante que morreu no dia seguinte.
- 8 de junho de 1941

O petroleiro britânico MV Ensis (1937-1942) que navegava sem escolta na rota Londres para Curaçao recebeu uma salva de dois torpedos do U-46, sendo que um deles falhou. O cargueiro avariado investiu contra o U-46 danificando sua torre e periscópio. Os danos causados pela colisão forçaram o submarino a abortar a patrulha.
|       | Comandante               | Partida     | Partida       | Chegada     | Chegada       | Dias     | Toneladas |
| ----- | ------------------------ | ----------- | ------------- | ----------- | ------------- | -------- | --------- |
| 1     | Kptlt. Herbert Sohler    | 19 Ago 1939 | Kiel          | 15 Set 1939 | Kiel          | 28       |           |
| 2     | Kptlt. Herbert Sohler    | 3 Out 1939  | Kiel          | 7 Nov 1939  | Kiel          | 36       | 7 028     |
| 3     | Kptlt. Herbert Sohler    | 19 Dez 1939 | Kiel          | 10 Jan 1940 | Kiel          | 23       | 924       |
| 4     | Kptlt. Herbert Sohler    | 29 Fev 1940 | Kiel          | 1 Mar 1940  | Wilhelmshaven | 2        |           |
| 5     | Kptlt. Herbert Sohler    | 11 Mar 1940 | Wilhelmshaven | 23 Abr 1940 | Kiel          | 44       |           |
| 6     | Oblt. Engelbert Endrass  | 1 Jun 1940  | Kiel          | 1 Jul 1940  | Kiel          | 31       | 129       |
|       | Oblt. Engelbert Endrass  | 1 Ago 1940  | Kiel          | 4 Ago 1940  | Bergen        | 4        |           |
| 7     | Oblt. Engelbert Endrass  | 8 Ago 1940  | Bergen        | 6 Set 1940  | Lorient       | 30       | 36 072    |
|       | Oblt. Engelbert Endrass  | 20 Set 1940 | Lorient       | 21 Set 1940 | St. Nazaire   | 2        |           |
| 8     | Oblt. Engelbert Endrass  | 23 Set 1940 | St. Nazaire   | 29 Set 1940 | St. Nazaire   | 7        | 3 920     |
| 9     | Oblt. Engelbert Endrass  | 13 Out 1940 | St. Nazaire   | 29 Out 1940 | Kiel          | 17       | 22 966    |
| 10    | Oblt. Engelbert Endrass  | 12 Fev 1941 | Kiel          | 4 Mar 1941  | St. Nazaire   | 21       |           |
| 11    | Oblt. Engelbert Endrass  | 15 Mar 1941 | St. Nazaire   | 10 Abr 1941 | St. Nazaire   | 27       | 21 778    |
| 12    | Kptlt. Engelbert Endrass | 15 Mai 1941 | St. Nazaire   | 13 Jun 1941 | St. Nazaire   | 30       | 11 830    |
| 13    | Kptlt. Engelbert Endrass | 26 Jul 1941 | St. Nazaire   | 26 Ago 1941 | Kiel          | 32       |           |
| Total | Total                    | Total       | Total         | Total       | Total         | 328 dias | 148 647 t |

### Navios atacados pelo U-46
- 20 navios afundados, num total de 85 792 GRT (Tonelagem de arqueação bruta)
- 2 navios de guerra auxiliares afundados, num total de 35 284 GRT
- 4 navios danificados, num total de 25 491 GRT
- 1 navio com perda total, totalizando 2 080 GRT[3]

Entre os navios atacados pelo u-boot U-46 são destaques:
| Data        | Comandante        | Nome da Embarcação          | Toneladas | Nacionalidade         | Comboio |
| ----------- | ----------------- | --------------------------- | --------- | --------------------- | ------- |
| 17 Out 1939 | Herbert Sohler    | SS City of Mandalay         | 7 028     | Reino Unido           | HG-3    |
| 6 Jun 1940  | Engelbert Endrass | RMS Carinthia (1925)        | 20 277    | Reino Unido           |         |
| 11 Jun 1940 | Engelbert Endrass | MV Athelprince (danificado) | 8 782     | Reino Unido           | OG-33F  |
| 27 Ago 1940 | Engelbert Endrass | RFA Fort Dunvegan (A-160)   | 15 007    | Royal Fleet Auxiliary | SL-43   |
| 31 Ago 1940 | Engelbert Endrass | SS Ville de Hasselt         | 7 461     | Bélgica               |         |
| 20 Out 1940 | Engelbert Endrass | MV Janus                    | 9 965     | Suécia                | HX-79   |
| 31 Mar 1941 | Engelbert Endrass | MV Castor                   | 8 714     | Suécia                |         |
| 2 Abr 1941  | Engelbert Endrass | MV British Reliance         | 7 000     | Reino Unido           | SC-26   |
| 8 Jun 1941  | Engelbert Endrass | MV Ensis (danificado)       | 6 207     | Reino Unido           |         |
| Total       | Total             | Total                       | 148 647 t |                       |         |

SS (steam ship) - navio a vapor 

MV (motor vessel) - navio a motor 

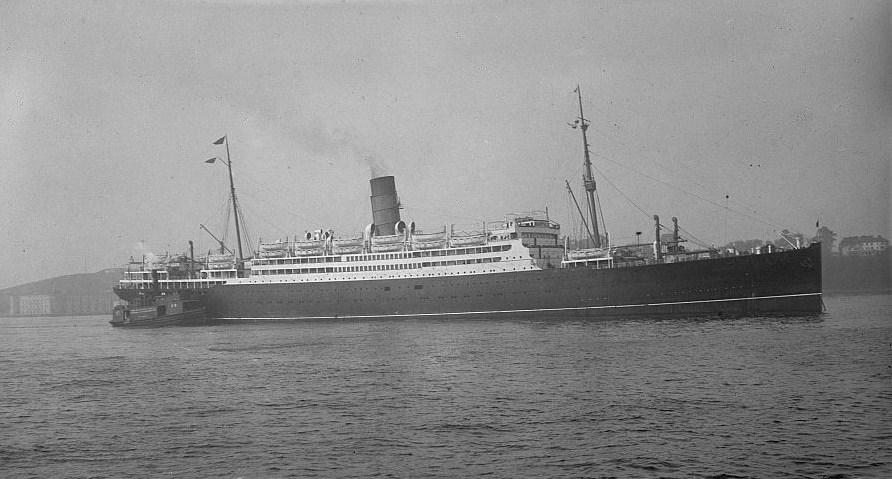
RMS Carinthia.

RMS (Royal Mail Ship ou Royal Mail steamer) - navio ou vapor do Correio Real, usado em navios mercantes britânicos contratados pela Royal Mail (companhia postal nacional do Reino Unido) para transportarem correio  

RFA (Royal Fleet Auxiliary) - a Frota Real Auxiliar é uma frota naval civil a serviço do Ministério da Defesa do Reino Unido

### Operações conjuntas de ataque
O U-46 participou com outros u-boots de duas ações de combate conjunta com o emprego da tática conhecida como Rudeltaktik, que copiavam o esquema de ataque utilizado por uma mantilha de lobos. Estas operações receberam os seguintes codinomes:
- Rösing (12 de junho de 1940 - 15 de junho de 1940)
- West (19 de maio de 1941 - 6 de junho de 1941)